# Wainwright (Oklahoma)
Wainwright es un pueblo ubicado en el condado de Muskogee en el estado estadounidense de Oklahoma. En el año 2010 tenía una población de 165 habitantes y una densidad poblacional de 206,25 personas por km².

## Geografía
Wainwright se encuentra ubicado en las coordenadas 35°36′48″N 95°33′58″O / 35.61333, -95.56611 (35.613426, -95.566116).

## Demografía
Según la Oficina del Censo en 2000 los ingresos medios por hogar en la localidad eran de $20,833 y los ingresos medios por familia eran $14,861. Los hombres tenían unos ingresos medios de $21,250 frente a los $17,292 para las mujeres. La renta per cápita para la localidad era de $7,639. Alrededor del 31.4% de la población estaban por debajo del umbral de pobreza.